# اختبار التوافق
اختبار التوافق (بالإنجليزية: Cross-matching)‏ في الطب يستخدم هذا المصطلح في عملية نقل الدم. ويشير إلى اختبار معقد يجرى لدم الشخص المتبرع وقبل إعطائه الشخص المستفيد. لتحديد التطابق بين الشخصين في فصيلة الدم. أو لتحديد التطابق في عملية زراعة الأعضاء. اختبار التوافق يجرى عادة بعد عدة اختبارات أخرى أقل تعقيداً لكن كل تلك الأختبارات ليست حاسمة بنسبة كبيرة. نظراً لأن التطابق في الدم ليس فقط وفقاً لفصائل الدم بل هناك عدة عوامل أخرى كنظام RH ، كيل وغيرهما.

## وصلات خارجية
- Nobelprize.org Interactive online game for blood typing and transfusion (Flash Player 5 required)